# Agnes de Brandenburg
A nu se confunda cu Agnes de Babenberg
Agnes de Brandenburg (n. 29 septembrie 1257 – d. 29 septembrie 1304) a fost regină consort, soția regelui Eric al V-lea al Danemarcei. Ca văduvă, a fost regentă a Danemarcei pentru fiul ei  Eric în timpul minoratului acestuia, din 1286 până în 1293.

## Biografie
Agnes a fost fiica cea mare a margrafului Johann I de Brandenburg (d. 1266) și a celei de-a doua soții a sa, Brigitte de Saxonia. Mariajul ei din 1273 cu regele Eric al Danemarcei a fost probabil aranjat în timpul captivității lui Eric în Brandenburg în anii 1260. Legenda spune că Eric a fost eliberat numai după ce a promis că se va căsători cu Agnes fără ca această să primească zestre. Danemarca și Brandenburg aveau totuși o lungă tradiție a căsătoriilor dinastice între ele.
În 1286 a devenit văduvă și regentă a Danemarcei în timpul minoratului fiului ei. Detaliile regenței ei nu sunt cunoscute îndeaproape și este greu de determinat care au fost deciziile luate de ea și care de consiliul ei. Peder Nielsen Hoseøl a fost foarte influent în timpul regenței ei. În 1290 Agnes a finanțat pictarea bisericii Sf. Bendt din Ringsted. Fiul ei a fost declarat major în 1293 sfârșind în mod formal regența ei.
Chiar și după ce s-a căsătorit a doua oară, Agnes a vizitat adesea Danemarca - țară pe care a considerat-o ca a doua sa casă. A murit la 29 septembrie 1304 și a fost înmormântată în Danemarca.

### Căsătorii și copii
La 11 noiembrie 1273 Agnes s-a căsătorit cu Eric al V-lea al Danemarcei. Cuplul a avut șapte copii:
- Eric al VI-lea al Danemarcei (1274–1319),
- Christopher al II-lea al Danemarcei (1276–1332),
- Margareta (1277 – 1341), căsătorită cu Birger de Suedia,
- Valdemar,
- Richeza, căsătorită cu Nicolae al II-lea de Werle,
- Caterina,
- Elisabeta.

În 1293 s-a căsătorit cu contele  Gerhard al II-lea de Holstein-Plön (d. 1312) cu care a avut un fiu, Johann al III-lea, Conte de Holstein-Plön.